# OXO (loterie)
Pour les articles homonymes, voir Oxo.
 (février 2019).
Si vous disposez d'ouvrages ou d'articles de référence ou si vous connaissez des sites web de qualité traitant du thème abordé ici, merci de compléter l'article en donnant les références utiles à sa vérifiabilité et en les liant à la section « Notes et références ».
OXO était un jeu de loterie par tirage organisé quotidiennement en France par La Française des jeux. 
Son dernier tirage a eu lieu le samedi 24 juillet 2010, le jeu n'ayant pas rencontré le succès escompté.
Débuté le lundi 16 mars 2009, il s'ajoutait aux cinq autres jeux de tirage français existants : Loto, Keno, Rapido, Joker+ et Euromillions. Inspiré librement du célèbre Tic-tac-toe (ou du jeu vidéo OXO), bien connu en France grâce au jeu du morpion. Mais il s'agissait ici de former sur une grille des lignes (horizontales, verticales ou diagonales) en trouvant des numéros identiques à ceux d'un des deux tirages au sort. 
Le jeu avait une organisation particulière : on ne pouvait initialement jouer que physiquement, dans les bureaux de tabac, mais les résultats n'étaient, eux, diffusés que virtuellement, par internet. Sur la fin, une évolution a tenté de corriger ce paradoxe. Probablement trop tardivement et sans véritable communication. Le jeu s'adressait à un public limité et offrait aussi un assez mauvais rapport qualité/prix (gains peu élevés pour des mises aussi élevées que les autres loteries).

## Principe du jeu
La grille, carrée, est constituée de 9 cases (trois horizontales par trois verticales). Chaque case contient un chiffre de 1 à 6 choisi (coché) par le joueur.
Chaque grille jouée participe à deux tirages au sort par jour de participation. Un premier, immédiat, est imprimé sur le reçu (ticket) au moment de l'enregistrement du jeu et néanmoins commun à toutes les grilles du bulletin. Le second est diffusé chaque soir en direct sur TVI depuis 2009 à 20H50 , présentées par Thomas, Julien, Maxime et Séverine et sur France 4 vers 20 h 30 et sur internet , présentée en voix-off féminine. Ces tirages informatisés utilisent un module matériel certifié de génération de nombres aléatoires[réf. nécessaire].
Si le joueur participe par abonnement avec le même bulletin à plusieurs jours successifs de tirages, le reçu (ticket) contient alors autant de « tirages immédiats » que de jours de participation (c'est-à-dire qu'il y a bien, en quantité, un « premier tirage » par jour de participation; sauf que ceux-ci sont tous tirés et imprimés immédiatement). Le joueur peut donc vérifier le jour même, sans attendre, s'il a gagné à l'un de ces premiers tirages. Seul le second tirage garde un rythme quotidien.
Pour gagner à un quelconque des tirages, la grille doit avoir au moins une ligne en commun avec ce tirage. Une ligne étant indifféremment une horizontale, une verticale ou une diagonale (au même endroit et dans le même ordre, succession des trois mêmes chiffres).
Par exemple, la grille suivante gagne avec une horizontale (1 ; 2 ; 3) et une diagonale (1 ; 5 ; 1)
| 1 | 2 | 3 |
| 4 | 5 | 6 |
| 5 | 2 | 1 |

| 1 | 2 | 3 |
| 6 | 5 | 4 |
| 3 | 3 | 1 |

## Probabilités et gains

### Chiffres principaux
La mise est choisie par le joueur avec un minimum de 2 euros (ou 200 francs Cfp). Il est possible de miser 4, 6 ou 10€ mais cela reviendrait à joueur plusieurs fois la même grille. Pour le premier rang, cela n'a d'intérêt qu'en cas de partage de la cagnotte. Sinon, en termes de probabilités, quitte à miser plus, mieux vaut le faire via plusieurs grilles différentes. 
Le gros lot, réparti entre les gagnants concernés, se monte au moins à 100 000 euros lors du premier tirage ou 500 000 euros minimum au second. Cette deuxième cagnotte augmente chaque jour en l'absence de grand gagnant, jusqu'à 80 tirages de suite. Pour obtenir ce type de gain, la grille jouée doit être identique à celle tirée (9 mêmes chiffres, aux mêmes endroits). On a alors 8 lignes correctes (les 3 horizontales ET les 3 verticales ET les 2 diagonales).
Lors d'un des tirages, il y a 10 077 696 combinaisons possibles (=6^9) dont 8 247 125 « perdantes » ne faisant rien gagner du tout. Ce qui implique une chance sur 5,51 d'y gagner quelque chose.
Donc au total, puisqu'il y a deux tirages, chaque grille a une chance sur trois environ d'avoir au moins un remboursement à l'un des deux tirages au moins (1/3, soit 33 % des cas). Pour chaque grille, il y a une chance sur 5 038 848 environ d'avoir au moins l'un des gros lots (1/5 038 848).
Le principe du jeu n'exclut pas de gagner les deux gros lots de suite avec une même grille misée. Toutefois, cela est quasi impensable car la probabilité d'un tel événement est d'une chance sur environ 102 milliers de milliards (10 077 696²).   En revanche, il est tout à fait crédible, de façon générale, de cumuler deux lots (identiques ou différents) obtenus lors des deux tirages.
La Française des Jeux précise que 67 % des mises sont redistribuées aux joueurs (contre environ 50 % jusqu'alors pour les autres loteries). Néanmoins, la redistribution ressemble à première vue à celle du Keno, avec des gains fixes connus à l'avance. Chaque gros lots est une cagnotte unique à partager entre les gagnants l'ayant obtenue, en proportion de leurs mises. De plus, la seconde cagnotte (tirage du soir) est variable au fil des jours. 
Le soir, il y a également un plafonnement des gains. La somme de tous les gains des joueurs ne peut la dépasser. Auquel cas la somme touchée par les gagnants serait inférieure à celle annoncée mais dans les mêmes proportions. Certains peuvent considérer cette limite peu honnête car indépendante du nombre de joueurs donc des mises. Or, une forte participation entraînerait plausiblement un plus grand nombre de gagnants donc un risque de diminuer les gains. Tandis que les mises encaissées alors seraient au contraire supérieures ! Cette limite inscrite au règlement du jeu, rubrique « plafonnement du montant des lots », vaut environ 76 millions d'euros (valeur de mars 2009).
Enfin, une limite en temps réel des mises est prévue. Tous joueurs confondus, il ne peut pas y avoir plus de 1000 grilles unitaires misées sur une seule et même combinaison (c'est-à-dire des grilles à 2 € ou 200 francs Cfp. Ainsi une grille à 4 € compte pour deux, une grille à 600 francs Cfp compte pour trois). L'enregistrement d'une grille peut donc être refusé exceptionnellement si cette même combinaison a déjà été beaucoup jouée ce jour-là.

### Combinaisons
Une « ligne correcte » dans la grille correspond à 3 chiffres formant une ligne horizontale, verticale ou diagonale identique et au même endroit que le tirage. Il est impossible d'avoir seulement 7 lignes correctes. En effet, si un chiffre diffère entre la grille jouée et le tirage, cela supprime automatiquement 2 lignes au moins. Le cas « 8 lignes correctes » correspond à une grille identique au tirage (les 9 chiffres) et donne accès au gros lot. Lors d'un seul des tirages, si on gagne, on emporte le gain du niveau le plus élevé atteint. On cumule éventuellement les deux gains obtenus sur l'ensemble des deux tirages.
| événements disjoints                    | nombre de combinaisons (sur 10 077 696) | chances d'avoir exactement ce gain lors d'un tirage | somme des combinaisons égales ou meilleures (sur 10 077 696) | chances d'avoir eu au moins ce gain au moins une fois à l'issue des 2 tirages | gain concerné    |
| --------------------------------------- | --------------------------------------- | --------------------------------------------------- | ------------------------------------------------------------ | ----------------------------------------------------------------------------- | ---------------- |
| la grille complète (8 lignes correctes) | 1                                       | 1 / 10 077 696                                      | 1                                                            | 1 / 5 038 848                                                                 | gros lot         |
| 6 lignes correctes                      | 20                                      | 1 / 503 885                                         | 21                                                           | 1 / 239 945                                                                   | 10 000 euros     |
| 5 lignes correctes                      | 70                                      | 1 / 143 967                                         | 91                                                           | 1 / 55 372                                                                    | 2 500 euros      |
| 4 lignes correctes                      | 305                                     | 1 / 33 042                                          | 396                                                          | 1 / 12 725                                                                    | 1 000 euros      |
| 3 lignes correctes                      | 2 450                                   | 1 / 4 113                                           | 2 846                                                        | 1 / 1 771                                                                     | 100 euros        |
| 2 lignes correctes                      | 19 600                                  | 1 / 514                                             | 22 446                                                       | 1 / 225                                                                       | 20 euros         |
| 1 ligne correcte                        | 325 000                                 | 1 / 31,0083                                         | 347 446                                                      | 1 / 14,7569                                                                   | 5 euros          |
| la case centrale (mais aucune ligne)    | 1 483 125                               | 1 / 6,7949                                          | 1 830 571                                                    | 1 / 3,0276                                                                    | 2 euros          |
| sous-total (un gain quelconque)         | 1 830 571                               | 1 / 5,5052                                          | 1 830 571                                                    | 1 / 3,0276                                                                    | au moins 2 euros |
| Autres cas (grille perdante)            | 8 247 125                               | 1 / 1,2220                                          | 10 077 696                                                   | 1                                                                             | aucun gain       |

Les combinaisons ci-dessus ont été obtenues par simulation numérique (comptage des combinaisons voulues). Pour l'avant-dernière colonne, avec C combinaisons cumulées par tirage, la probabilité P de gagner à au moins l'un des deux tirages (au premier, au deuxième ou aux deux) est alors de 1/d (une chance sur d). Où d a été calculé  d'après la loi binomiale via l'événement contraire : 

d= 1/ (1 - (1 - C/10 077 696)²)
La probabilité de perdre aux deux tirages est de 67 % (soit une chance sur 1,22)

1,22 = (10 077 696 / (10 077 696—1 830 571))²